# Riu Kúbena
El riu Kúbena (rus: Кубена) és un riu del districte de Konoshski de l'Óblast d'Arkhànguelsk i dels districtes de Vozhegodski, Siamzhenski, Kharovski, Sokolski i Ust-Kubinski de l'óblast de Vólogda a Rússia. Té 368 km de llarg, i l'àrea de la seva conca 11.000 km². El Kúbena és el principal afluent del llac Kúbenskoie i pertany a les conques del Sukhona i del Mar Blanc. Els seus principals afluents són el Siamzhena (esquerra) i el Sit (dreta).
La ciutat de Khàrovsk està situada a la riba esquerra del riu. El selo d’Ustie, districte d'Ust-Kubinski, óblast de Vólogda i centre administratiu del districte d'Ust-Kubinski, es troba a la desembocadura del Kúbena.
La conca del riu Kúbena comprèn vastes àrees al centre de l'óblast de Vólogda i al sud de l'óblast d'Arkhangelsk i separa les conques fluvials de l'Onega a l'oest i del Vaga a l'est. Quatre centres de districte de Vólogda Oblast, Siamzha, Kharovsk i Ustie, es troben a la conca del Kubena.
La font del Kúbena es troba als turons al sud de l'assentament de Konosha. El riu flueix cap al sud, entra a l'óblast de Vologda, gira al nord-est i travessa el districte de Vozhegodski, girant cap al sud i, finalment, cap al sud-oest. Accepta el Siamzhena des de l'esquerra i gira cap a l'oest. Aigües avall de la ciutat de Kharovsk, la Kúbena accepta el Sit des de la dreta i finalment gira cap al sud-oest. Sortint del districte de Kharovski, un tram de Kúbena forma la frontera entre el districte d'Ust-Kubinski (dreta) i el districte de Sokolski (esquerra). Més endavant, el Kúbena entra al districte d'Ust-Kubinski i desemboca al llac Kubenskoie, formant un delta fluvial.
El tram més baix del Kúbena de 21 km figura al Registre estatal d'aigües de Rússia com a navegable, però no hi ha navegació de passatgers.

Mapa de la conca de la Dvina del Nord. El Kúbena es mostra al mapa.